# 12374 Rakhat
12374 Rakhat este o planetă minoră (asteroid), cu un diametru de 4,57 km, din centura de asteroizi. A fost descoperită pe 15 mai 1994 la Observatorul Palomar de Charles P. de Saint-Aignan⁠(d). 
Obiectul prezintă o orbită caracterizată de o semiaxă mare de 2,550999 UAi, o excentricitate de 0,31, o înclinație de 8,978 ° în raport cu ecliptica.